# Chiaki Mukai
Chiaki Mukai (向井 千秋?, Mukai Chiaki; 6 maggio 1952) è un'ex astronauta e medico giapponese.
Ha partecipato alle missioni STS-65 e STS-95 dello Space Shuttle.